# 中山町議会
中山町議会（なかやままちぎかい）は、山形県東村山郡中山町の地方議会である。

## 概要
- 定数：10人
- 任期：4年（議会解散が実施されれば任期満了前であっても議員任期は終了する）
- 前回選挙：2023年（令和5年）9月17日投開票[1]

- 選挙区：町全体を1選挙区とする大選挙区制（単記非移譲式）
- 所在地：山形県東村山郡中山町大字長崎120番地
- 主な役割：審議、議決、一般質問、同意、市政のチェック、請願や陳情の審査、意見書の提出、調査研究、行政行事出席等

### 委員会
- 議会運営委員会

#### 常任委員会
- 総務文教常任委員会
- 厚生産業常任委員会
- 議会広報常任委員会

#### 特別委員会
- 予算特別委員会
- 決算特別委員会
- 国道112号及び国道458号整備促進特別委員会
- 治山・治水特別委員会
- 柏倉家住宅保存・利活用特別委員会
- 感染症対策特別委員会
- 議会活性化特別委員会

### 定例会
- 3月、6月、9月、12月

### 事務局
- 議会事務局

## 党派
- 無所属9人
- 国民民主党1人

（2023年10月1日現在）

## 議員報酬等
| 役職   | 報酬            | 政務活動費 |
| ------ | --------------- | ---------- |
| 議長   | 月額 31万0000円 | 無し       |
| 副議長 | 月額 25万5000円 | 無し       |
| 議員   | 月額 24万0000円 | 無し       |

- 別途、年2回期末手当あり
- 議員年金は2011年（平成23年）6月1日で廃止されている